# Schron w Wielkich Koryciskach
Schron w Wielkich Koryciskach – jaskinia, a właściwie schronisko, w Dolinie Chochołowskiej w Tatrach Zachodnich. Wejście do niej znajduje się w górnej części Wielkich Korycisk, w pobliżu Koryciańskiej Siklawy i jaskiń: Skośna Szpara, Szczelina w Wielkich Koryciskach i Wilcza Nora, na wysokości 1090 metrów n.p.m. Długość jaskini wynosi 7,5 metrów, a jej deniwelacja 4,3 metrów.

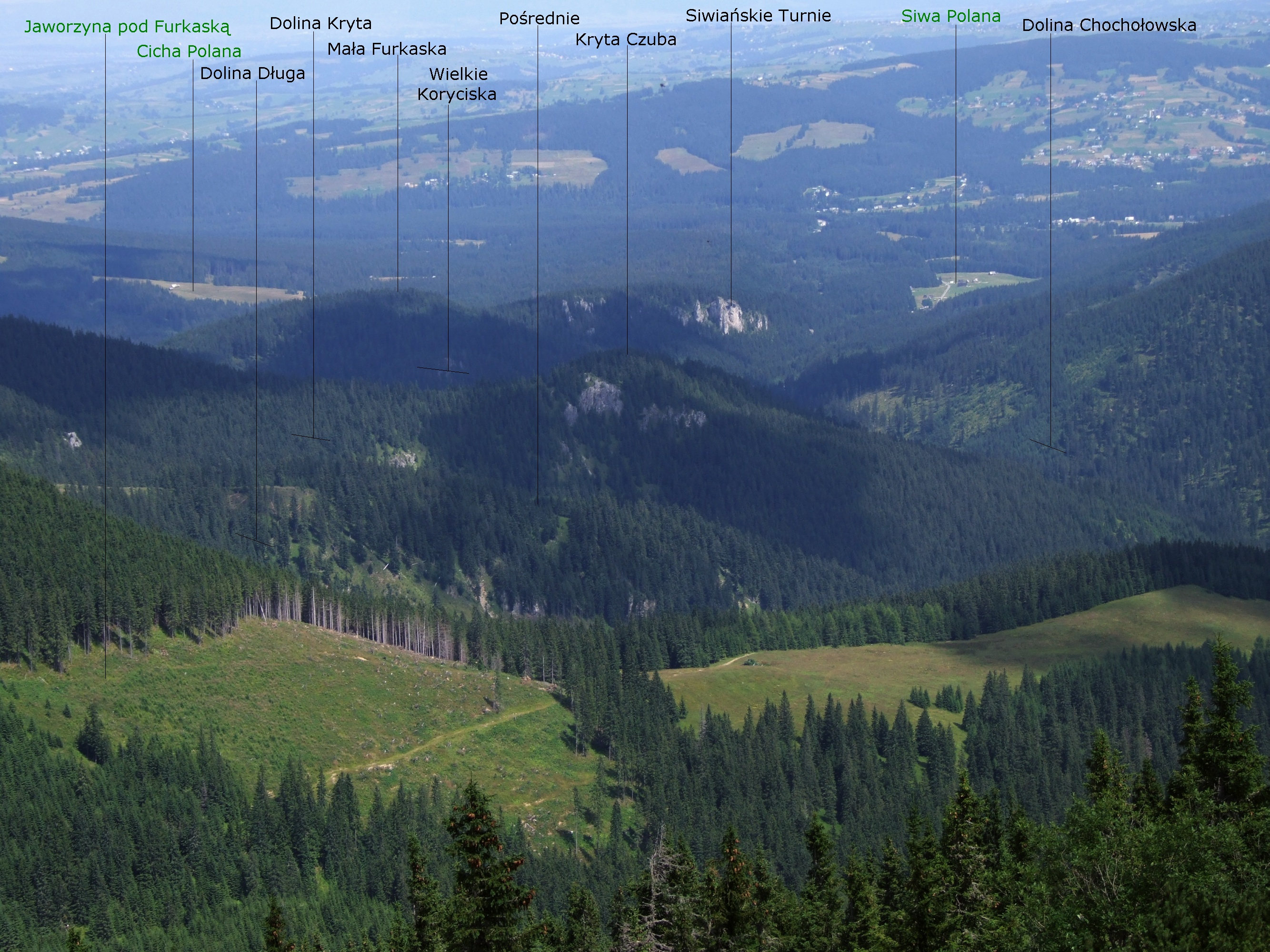
Widok z Bobrowca na Dolinę Chochołowską. W głębi Wielkie Koryciska

## Opis jaskini
Jaskinię tworzy obszerna sala, do której prowadzi bardzo duży otwór wejściowy. Na jej końcu znajduje się wąski, 3,5-metrowy kominek.

## Przyroda
W jaskini brak jest nacieków. Ściany są wilgotne, rosną na nich glony i mchy.

## Historia odkryć
Pierwszą wzmiankę o jaskini opublikował A. Wrzosek w 1933 roku. Jej plan i opis sporządził R. M. Kardaś przy pomocy J. Bednarka i A. Rygiera w 1978 roku.